# مقاطعة تشناران
مقاطعة تشناران (بالفارسية: شهرستان چناران) هي محافظة ومقاطعة تقع في خراسان رضوي في إيران. يقدر عدد سكانها بـ 108,533 نسمة .